# 隐脉润楠
隐脉润楠（学名：Machilus obscurinervis）为樟科润楠属下的一个种。

## 扩展阅读
- 維基物種上的相關：隐脉润楠